# ダイハツ・EJ型エンジン
ダイハツ・EJ型エンジンは、1998年から2015年までダイハツ工業が生産していた小型自動車用エンジンの一つである。
550cc版のダイハツ・EB型エンジン及び660cc版のダイハツ・EF型エンジン等と共に、ダイハツ・E系列エンジン(英語版)を構成するエンジンでもある。

## 概要
1998年2月に登場したストーリア（海外向けは初代シリオン。OEM版のトヨタ・デュエットを含む）に搭載されてデビュー。のちにミラジーノ1000や東南アジア専売車種のセニア、ミラの欧州向け版にあたるクオーレ、2代目ミラジーノの欧州向け版にあたるトレヴィス、初代ブーンのマレーシア専売版であるプロドゥア・マイヴィ（ただし初代のみ）などにもそれぞれ搭載された。基本仕様は水冷直列3気筒DOHC12バルブ、内径72.0mm×行程81.0mm、総排気量989cc。
EJ型は、1990年に登場した水冷直列3気筒のEF型（総排気量659cc）をベースとし、ボアとストロークをそれぞれ拡大している。当初はEJ-DE型で展開していたが、2000年以降より連続式可変バルブタイミング機構(DVVT)を採用したEJ-VE型に置き換えられた。
エンジンに組み合わされるトランスミッションは、5速MT、および4速ATがあった。
なお、EJ型エンジンの後継は親会社のトヨタ自動車と共同開発したKR型エンジン（1KR-FE/DE/VE/VET）である。
EJ型は自動車向けエンジンとしての製造は終了しているが、産業用エンジンとしてはEJ-VE型直立配置エンジンの生産が2015年11月まで継続されていた。しかし、補給用ASSY部品としての製造は当該エンジンの生産終了から最低10年間は継続されるため、国内で当該エンジン自体の製造が終了したわけではない。

## 系譜
- FE型（1965年、ここまで1.0L・直列4気筒）→CB型（1977年、これより1.0L・直列3気筒）→EJ型（1998年）→KR型（2004年、ここまで1.0L・直列3気筒）→WA型（2021年、これより1.2L・直列3気筒）

## バリエーション・搭載車種

### EJ-DE
DOHC12バルブ・EFI・NA
- 排気量　989cc
- ボア×ストローク　72.0×81.0（mm）
- 出力・トルク
  - 44kW(60PS)/6,000rpm 94N・m(9.6kg・m)/3,600rpm

#### 搭載車種
- ストーリア（前期型）
- トヨタ・デュエット（前期型）
- L700系ミラ海外仕様車
  - クオーレ 前期欧州仕様
  - プロドゥア・クリサ[2]
- プロドゥア・クナリ（2代目ムーヴカスタムのマレーシア仕様）

### EJ-VE
DVVT付DOHC12バルブ・EFI・NA
- 排気量　989cc
- ボア×ストローク　72.0×81.0（mm）
- 出力・トルク
  - 47kW(64PS)/6,000rpm 94N・m(9.6kg・m)/3,600rpm

#### 搭載車種
- ストーリア（中期型、後期型）
- YRV（2002年12月以前の最廉価グレードのみ搭載）
- ミラジーノ1000
- トレヴィス（2代目ミラジーノの欧州仕様）
- クオーレ（5代目後期型、および6代目ミラの欧州仕様）
- トヨタ・デュエット（中期型、後期型）

## 注
1. ↑  トヨタブランド向けはVVT-i。
2. ↑  マレーシアで1000cc 国民車 「クリサ」の販売を開始 - 2001年08月24日 ダイハツ公式、2024.07.15閲覧